# سيدريك غلوفر
سيدريك غلوفر (بالإنجليزية: Cedric Glover)‏ هو سياسي أمريكي، ولد في 9 أغسطس 1965 في شريفبورت في الولايات المتحدة. حزبياً، نشط في الحزب الديمقراطي. وقد انتخب عضو مجلس نواب لويزيانا وانتخب List of mayors of Shreveport, Louisiana ‏.